# I quattro moschettieri (programma radiofonico)
I Quattro Moschettieri è una trasmissione radiofonica trasmessa dall'EIAR dal 1934 al 1937. Il programma si sviluppa in chiave umoristica tra canzoni (le musiche originali sono composte e dirette da Egidio Storaci), voci narranti e dialoghi, con Nunzio Filogamo nella parte di Aramis, inaugurando e portando al successo il genere della rivista radiofonica basata sulla parodia.

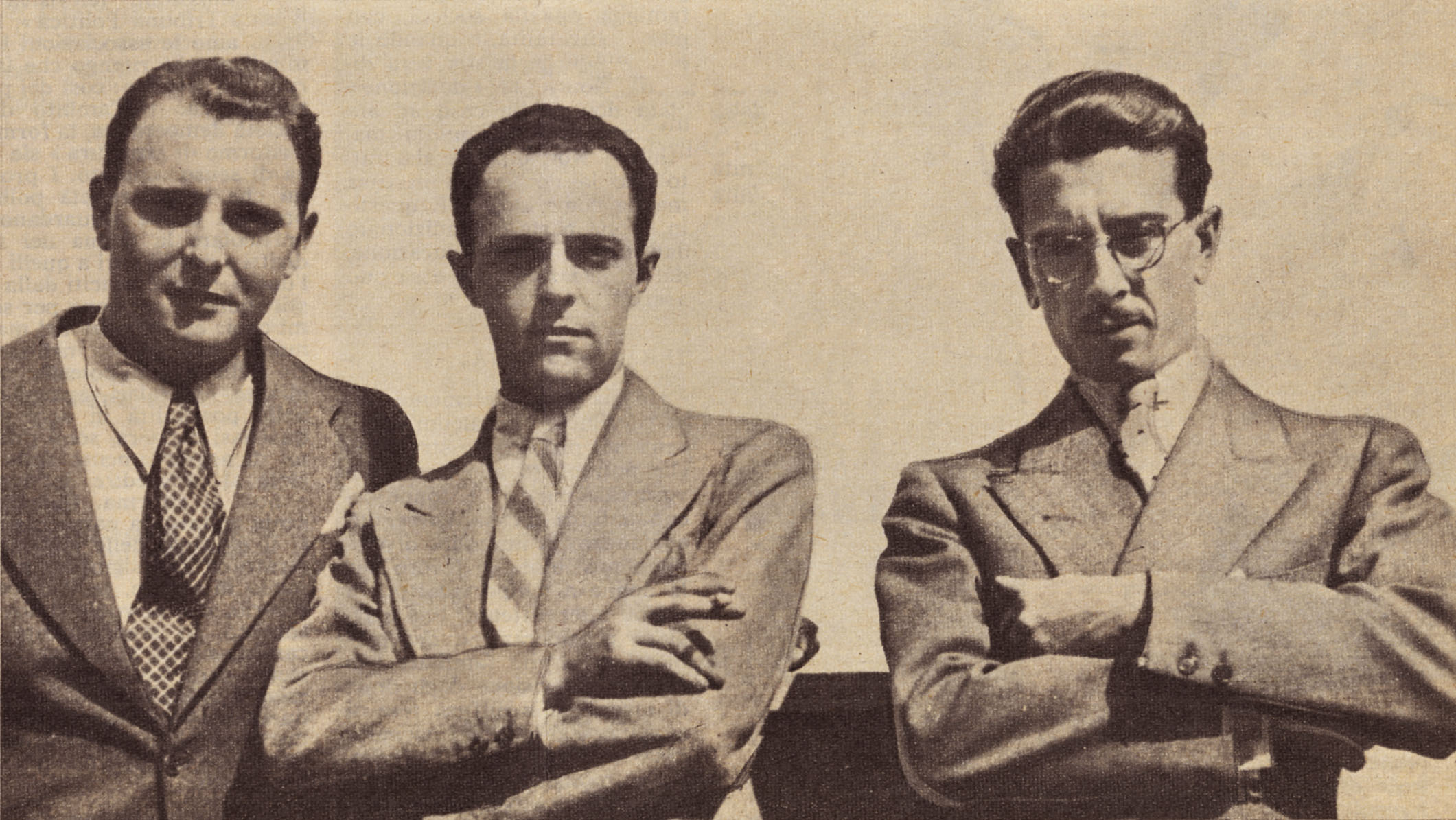
Morbelli, Nizza e il disegnatore Angelo Bioletto

La trama fa riferimento al romanzo I tre moschettieri di Alexandre Dumas padre, riscritto da Angelo Nizza e Riccardo Morbelli con intenti comici, aggiungendo ai protagonisti del libro una serie di personaggi e situazioni improbabili che si rifanno alla cultura popolare dell'epoca. Dalla trasmissione furono tratti due volumi, I 4 Moschettieri (1935) e Due anni dopo (1937), firmati da Nizza e Morbelli e illustrati da Angelo Bioletto. Vennero inoltre pubblicati alcuni dischi, tra cui il fonomontaggio su etichetta Durium, dell’episodio I quattro moschettieri in Russia.

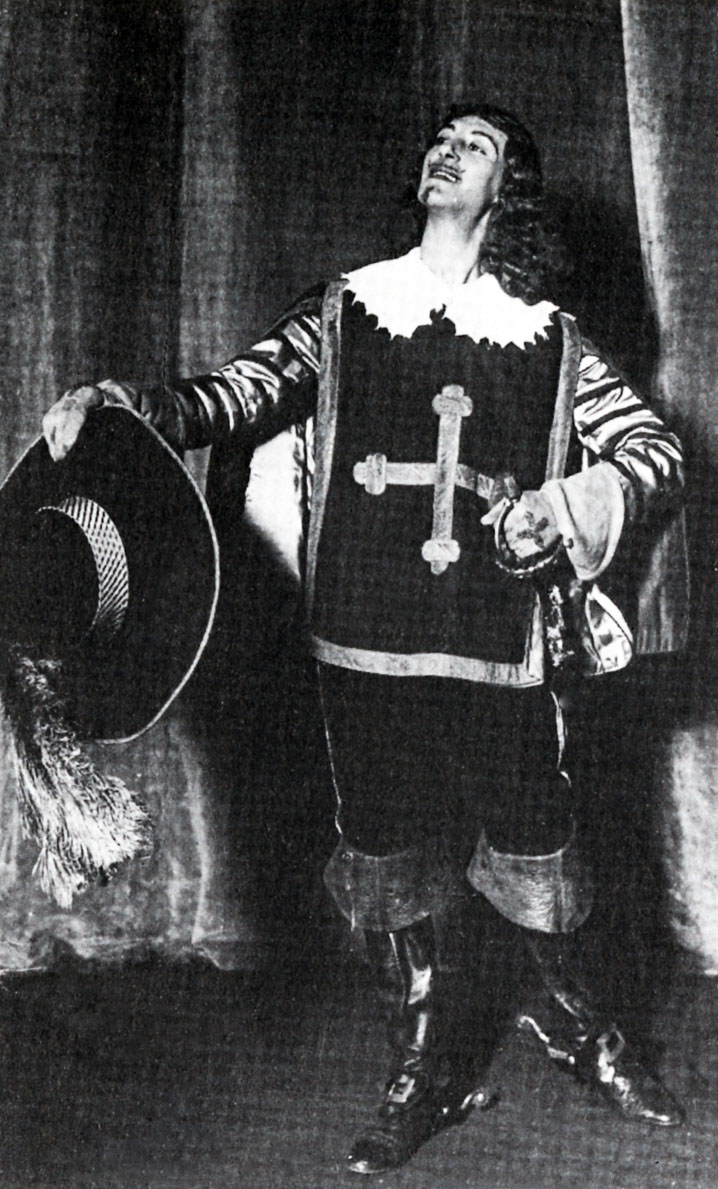
Nunzio Filogamo nella parte di Aramis (1934)

Il programma, ideato da Aldo Spagnoli ed offerto dall'azienda Buitoni-Perugina, costituisce "il primo caso di sponsorizzazione in Italia". Tra le iniziative promozionali abbinate alla trasmissione, di particolare successo, nelle edizioni del 1936 e del 1937, è il concorso a premi basato sulla raccolta di figurine disegnate dallo stesso Bioletto, contenute nelle confezioni dei prodotti dello sponsor.
Programma e concorso vengono soppressi nel 1937 ad opera del Ministero delle finanze, a causa dell'effetto imitativo generato e delle proteste delle aziende concorrenti.
Nel 2004 Enrico Vaime e Nicola Fano hanno curato un adattamento teatrale della trasmissione, portato in scena da Simona Marchini e Antonello Fassari, per la regia di Gigi Dall'Aglio.